# Гептод

Гептод або пентагрид

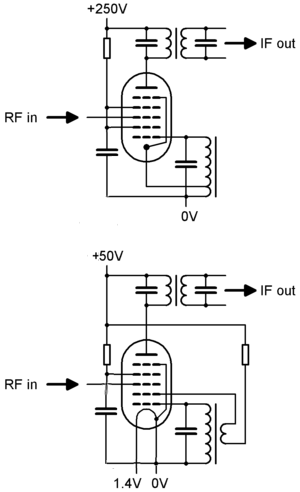
Схеми перетворювачів частоти на гептодах (без зовнішнього гетеродина).
Угорі: Лампа з підігрівним катодом.
Внизу: Лампа з катодом прямого розжарення, який має бути заземлений.

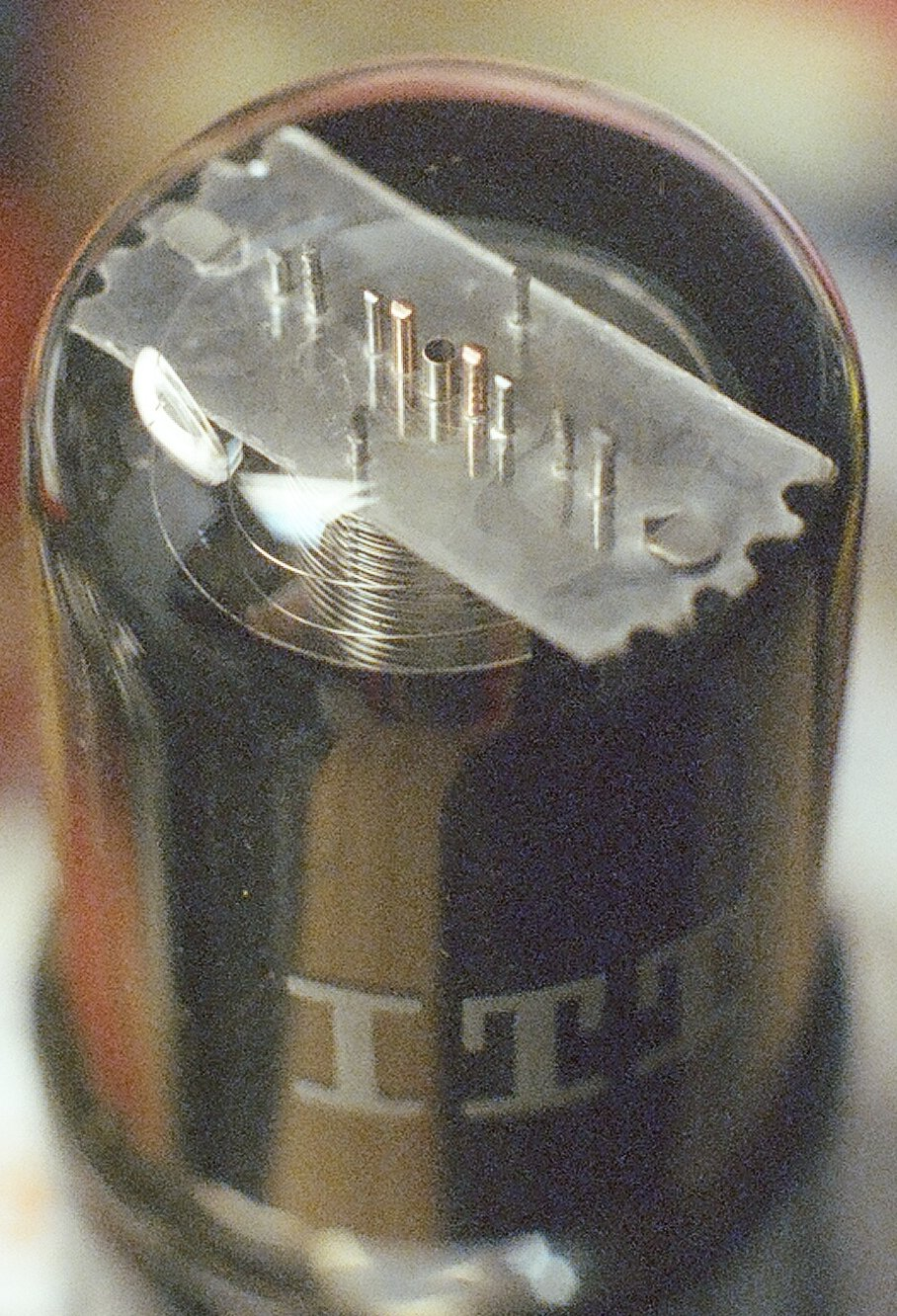
Гептод 12SA7GT. Видно усі п'ять сіток

Гепто́д — електронна лампа із сімома електродами: катодом, анодом і п'ятьма сітками (дві керувальні, дві екранувальні і захисна, або антидинатронна). Розроблена в 1930-х роках. Застосовується в основному в супергетеродинних радіоприймачах для перетворення частоти електричних високочастотних (ВЧ) коливань (сигналу) шляхом змішання їх з електричними коливаннями допоміжного генератора (гетеродина).
При роботі гептода як змішувальної лампи сигнал подається на першу (від катода) керувальну сітку, а коливання від зовнішнього гетеродина — на третю (також керувальну); в результаті виникають коливання анодного струму з частотою, рівній різниці частот гетеродина і сигналу. Часто функції гетеродина в перетворювачі частоти виконує тріод, розміщений в одному балоні з гептодом.
У випадку, коли гептод працює як перетворювач частоти, сигнал надходить на третю сітку, а перша сітка спільно з катодом утворює гетеродин.